# Донкі Конг
Донкі Конг (англ. Donkey Kong) — вигадана горила з ігрового всесвіту Nintendo. Вперше Донкі Конг з'явився в популярній однойменній грі 1981 року. З тих пір він з'явився більш ніж в двадцяти іграх серії та у деяких іграх за участю Маріо. Через багато років після виходу дебютної гри за участі Донкі Конга, він став головним учасником гри Donkey Kong Country, випущеної для ігрової приставки Super Nintendo. Донкі Конг — противник Маріо в багатьох іграх — як ігровий персонаж спочатку у Mario Kart, потім як боєць в ігровому серіалі Super Smash Bros. і в іграх Mario vs. Donkey Kong.

## ДК іМаріо
Незважаючи на протистояння Донкі Конга і Джампмена, він і Маріо — нерозлучні друзі і регулярно з'являються у спільних (в основному, спортивних) іграх. Вони разом катаються на картах (Super Mario Kart), грають у теніс (Mario Power Tennis), футбол (Mario Strikers Charged Football), бейсбол, баскетбол і т. д.

## Появи в іграх
- NES
  - Donkey Kong Country
  - Golf
  - NES Open Tournament Golf
  - NES Classic NES Series: Donkey Kong

- Super Nintendo
  - Super Mario World
  - Super Mario RPG: Legend of the Seven Stars
  - Super Mario Kart

- Virtual Boy
  - Mario's Tennis

- Gameboy
  - Donkey Kong Land
  - Golf

- Gameboy Color
  - Mario Tennis
  - Mario Golf
  - Game & Watch Gallery 3
  - Mario vs. Donkey Kong
  - Donkey Kong Country

- Nintendo 64
  - Donkey Kong 64
  - Mario Kart 64
  - Super Smash Bros.
  - Mario Party 2
  - Mario Party 3
  - Mario Tennis
  - Mario Golf

- Gameboy Advance
  - Donkey Kong Country
  - Mario Kart Super Circuit
  - Mario Party Advance
  - Mario Tennis: Power Tour
  - Mario Golf: Advance Tour
  - Mario Pinball Land
  - Donkey Kong King of Swing

- Nintendo Gamecube
  - Super Mario Sunshine
  - Paper Mario: The Thousand-Year Door
  - Mario Kart: Double Dash!!
  - Mario Party 4
  - Mario Party 5
  - Mario Party 6
  - Mario Party 7
  - Mario Power Tennis
  - Mario Golf: Toadstool Tour
  - Mario Superstar Baseball
  - Mario Smash Football
  - Super Smash Bros. Melee
  - SSX on Tour
  - NBA Street V3

- Nintendo DS
  - Super Mario 64 DS
  - Mario & Luigi: Partners in Time
  - New Super Mario Bros.
  - Mario vs. Donkey Kong Mini-Land Mayhem!
  - Mario vs. Donkey Kong 2 March of the Minis
  - DK Jungle Climber
  - Mario Kart DS
  - Mario Party DS
  - Mario Hoops 3 on 3
  - Mario & Sonic at the Olympic Games
  - Itadaki Street DS

- Wii
  - Mario Sports Mix
  - Mario Kart Wii
  - Mario Party Wii
  - Mario Super Sluggers
  - Mario Strikers Charged Football
  - Mario & Sonic at the Olympic Games
  - Super Smash Bros. Brawl
  - Donkey Kong Country Returns

- Arcade
  - Mario Kart Arcade GP
  - Mario Kart Arcade GP 2

У серії Mario Party, ДК виступає як позитивний антипод Боузер.

## Створення персонажа
У 1981 році Nintendo спробувала придбати ліцензію на створення гри по серії коміксів «Папай». Коли ця затія провалилася, компанія Вирішила створити власного нового персонажа, який буде використовуватися в майбутніх іграх.